# Eschenbach SG
| SG ist das Kürzel für den Kanton St. Gallen in der Schweiz. Es wird verwendet, um Verwechslungen mit anderen Einträgen des Namens Eschenbach zu vermeiden. |

Eschenbach (SG) ist eine politische Gemeinde und eine Ortschaft im Kanton St. Gallen. Sie befindet sich im Wahlkreis See-Gaster. Die frühere Gemeinde Eschenbach fusionierte 2013 mit den Gemeinden Goldingen sowie St. Gallenkappel zur neuen Gemeinde Eschenbach.

## Geografie
Die Gemeinde Eschenbach liegt oberhalb der Zürichsee-Gemeinde Schmerikon, östlich der Stadt Rapperswil-Jona. Sie umfasst Eschenbach, Bürg, Diemberg, Ermenswil, Länziken, Lütschbach, Neuhaus und seit 2013 Goldingen und St. Gallenkappel.

## Geschichte
Auf Chastli bei Bürg wurden Siedlungsspuren aus der vorrömischen und römischen Zeit, auf dem Balmenrain zwischen Eschenbach und Schmerikon Hügelgräber mit Keramikgefässen, Bronze- und Eisengegenständen der Hallstattzeit gefunden. Im 8. und 9. Jahrhundert erwarb das Kloster St. Gallen grundherrliche Rechte. 885 ist eine St. Michaelskirche erwähnt. Ab ca. 1200 gehörte Eschenbach zur Grafschaft Uznach, welche unter der Hoheit der Grafen von Toggenburg stand. Eine Burg der Ministerialen von Dienberg im 13. und 14. Jahrhundert ist bis anhin nicht nachgewiesen. Die Pfarrei Eschenbach umfasste auch das Dorf Schmerikon. 1309 schenkten die Grafen von Toggenburg das Kirchenpatronat (vermutlich seither Vinzenzpatrozinium) dem Kloster Rüti. 1327 bis 1328 wurde die Kirche dem Kloster inkorporiert, das in dieser Zeit schrittweise den Zehnten und einige Güter erwarb. Nach dem Aussterben der Grafen von Toggenburg ging 1436 die Grafschaft Uznach an die Herren von Raron, danach von 1469 bis 1798 an Schwyz und Glarus über. Unter den sieben Gemeinden der Herrschaft war Eschenbach die bevölkerungsreichste.
Schon unter den Toggenburgern war der Status der Eigenleute weitgehend verschwunden. Die Bauern verfügten gemäss dem Freiheitsbrief von 1439 über Haus und Hof sowie gemeinsam über ihre Allmendgüter. Um 1500 löste sich Schmerikon von Eschenbach durch Gründung einer eigenen Pfarrei. In der Reformation verlor die Pfarrei Eschenbach 1524 mit der Aufhebung des Klosters Rüti durch Zürich den bisherigen Patronatsherrn. Die Glaubensspaltung zerstörte die engen familiären und wirtschaftlichen Verbindungen mit dem angrenzenden Zürcher Oberland. Nach dem Zweiten Kappelerkrieg kam es zum Abtausch von Patronatsrechten zwischen Zürich und Rapperswil: 1537 verzichtete Rapperswil auf die Kirche Elgg, erhielt dafür Zehnten und Patronatsrecht von Eschenbach, verkaufte diese aber noch im gleichen Jahr den Kirchgenossen von Eschenbach. Seither verfügt die Gemeinde über eine selbstständige Kirchenverwaltung mit Pfarrwahl. In der barocken Frömmigkeitsbewegung des 17. und 18. Jahrhunderts wurden um 1700 die Furrer-Kapelle im Oberdorf, St. Jakob in Neuhaus am Pilgerweg nach Einsiedeln (Erneuerung 1635, Neubau 1695–1697), und die Domeisen-Kapelle (Familienstiftung 1740) gebaut oder restauriert.
Nach der Helvetik, während der Eschenbach zum Kanton Säntis gehörte, wurde es 1803 gegen den Willen der Einwohner in den neuen Kanton St. Gallen eingegliedert. Neben bäuerlicher Mischwirtschaft mit überwiegendem Ackerbau entfaltete sich ein bescheidenes dörfliches Gewerbe. Die Industrialisierung setzte spät und eher zaghaft ein; ein Anschluss an das Bahnnetz erfolgte nicht. 1857 entstand die Weberei Aatal-Neuhaus, 1863 eine Spinnerei im Dorf, 1888 die Federnfabrik Baumann & Co. AG in Ermenswil. Sie war 1990 der grösste Betrieb der Gemeinde mit ca. 500 Mitarbeitern. 1961 entstand die Buchbinderei Eibert AG und 1976 die Enviro-Chemie. Seit 1980 nimmt die Wohnbautätigkeit stark zu, der Pendlerstrom nach Jona, Rapperswil, Uznach, Wald und der Agglomeration Zürich wächst. Im Jahr 2000 waren mehr als zur Hälfte Wegpendler. Von regionaler Bedeutung ist seit 1950 die Sekundarschule Oberer Seebezirk, welcher Eschenbach, St. Gallenkappel und Goldingen angeschlossen sind.

## Bevölkerung

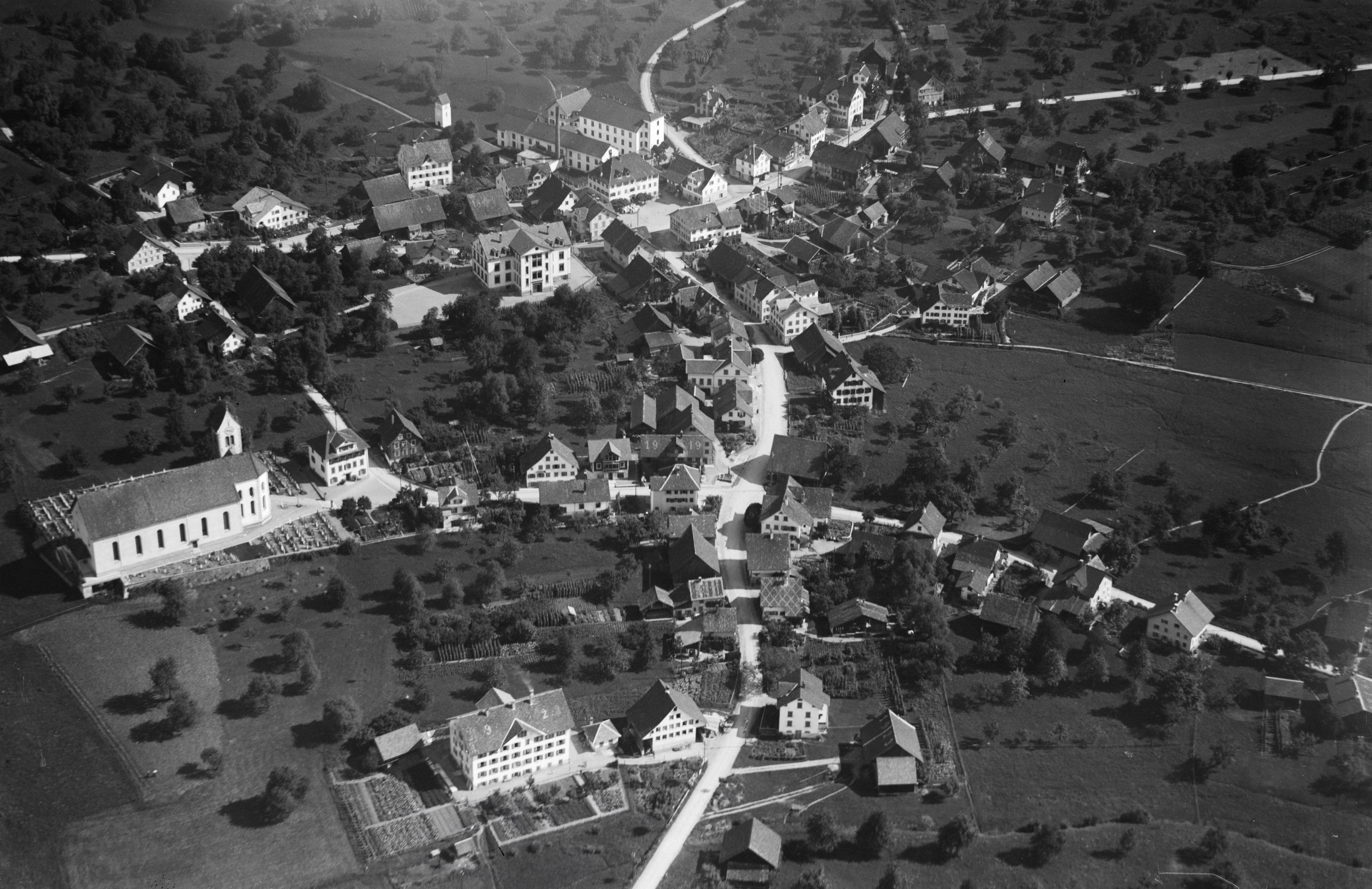
Luftbild von Eschenbach von Walter Mittelholzer aus dem Jahr 1923

Rund um die ursprünglich kleinen Haufendörfer entstanden während des hochmittelalterlichen Landesausbaus Einzelhöfe.
| Jahr      | 1611  | 1743  | 1825  | 1850  | 1900  | 1950  | 1980  | 2000  | 2010  |
| Einwohner | 610   | 1105  | 1690  | 1961  | 2117  | 2560  | 3661  | 5083  | 5599  |
| Quelle    | [ 6 ] | [ 6 ] | [ 6 ] | [ 6 ] | [ 7 ] | [ 7 ] | [ 7 ] | [ 7 ] | [ 7 ] |

Am 31. Dezember 2014 lebten 9026 Menschen in der Gemeinde Eschenbach, der Ausländeranteil betrug 15 %. 59,8 % der Bevölkerung waren katholisch, 17,4 % reformiert und 32,8 % gehörten anderen Glaubensrichtungen an.
23,5 % der Bevölkerung ist unter 20 Jahre alt, 10,9 % über 70 Jahre. 51,1 % sind männlich, 48,9 % weiblich.
Am 1. Juli 2022 hatte die Ortschaft Eschenbach SG 5576 Einwohner.

## Wirtschaft
In der Gemeinde Eschenbach werden knapp 4000 Arbeitsplätze in rund 300 Betrieben angeboten. Zu den grossen Betrieben in der Gemeinde Eschenbach gehören der Haushaltsgerätehersteller Eugster/Frismag in Neuhaus mit über 500 Arbeitsplätzen und im Ortsteil Ermenswil der Hersteller technischer Federn, die Baumann Springs mit rund 400 Arbeitsplätzen.
| Aufteilung der Arbeitsplätze nach Wirtschaftssektor | Aufteilung der Arbeitsplätze nach Wirtschaftssektor |
| --------------------------------------------------- | --------------------------------------------------- |
| Wirtschaftssektor                                   | Arbeitsplätze                                       |
| Primärsektor (Urproduktion)                         | 10,7 %                                              |
| Sekundärsektor (Industrieller Sektor)               | 48 %                                                |
| Tertiärsektor (Dienstleistungssektor)               | 41,3 %                                              |

## Schulen und Bildung
In Eschenbach gibt es mehrere Schulen (Primar, Sekundar- und Oberschulen), zwei Musikschulen und eine höhere Fachschule.

### Primarschulen, Sekundarschulen und Oberstufenzentrum
Die Schulen in Eschenbach SG haben die Aufgabe, den Bildungsweg von Kindern und Jugendlichen vom Kindergarten bis zur Oberstufe zu fördern und zu begleiten. Das Rektorat, die Schulleitungen und die Schulverwaltung übernehmen dabei die Verantwortung für die gesamte Volksschule. Sie setzen sich für moderne Infrastrukturen und ein vielseitiges Bildungsangebot ein, das rund 1.200 Schülerinnen und Schüler sowie etwa 200 Mitarbeitende umfasst.

### Musikschulen
- Musikschule Eschenbach[13]

Musikalische Förderung für Kinder, Jugendliche und Erwachsene.
- Fever-Drumschool[14]

Spezialisierung auf Schlagzeugunterricht.

### Fachschulen
- E-Profi Education AG[15]

Das ist eine höhere Fachschule für Elektro-Installationen, Sicherheit und Gebäudeinformatik.
Die private Bildungsinstitution bietet praxisorientierte, prüfungsnahe und effiziente
Weiterbildungsprodukte der Stufen Höhere Berufsbildung, Höhere Fachschule sowie Zertifikats-
und Fachkurse an.

## Verkehr
Die Umfahrungsstrasse A15 entlastet den Durchgangsverkehr durch das Dorfzentrum von Eschenbach. In Neuhaus und St. Gallenkappel führt die Hauptstrasse 8 auf den Rickenpass und verbindet dadurch die Region See-Gaster mit dem Toggenburg. Goldingen ist über eine Nebenstrasse erreichbar.
Die Gemeinde verfügt über keine Anbindung ans Schienennetz, keines der Dörfer der Gemeinde hat einen Bahnhof. Buslinien führen zu den Bahnhöfen von Schmerikon, Uznach, Rüti ZH, Wattwil und Rapperswil-Jona, eine weitere Buslinie in das Skigebiet Atzmännig. Die Buslinien werden von Postauto AG sowie Schneider Busbetriebe betrieben. Folgende Buslinien führen durch die Gemeinde Eschenbach:
- 622: Rapperswil – Eschenbach – Ricken – Wattwil
- 623 (Nachtbus): Rapperswil – Eschenbach – Schmerikon – Uznach – Kaltbrunn – Gommiswald – Ricken – Eschenbach – Rapperswil
- 624: Walde SG – St. Gallenkappel
- 630: Benken – Uznach – Schmerikon – Uznach – Atzmännig
- 631: Rüti – Eschenbach – Uznach – Kaltbrunn
- 885: Goldingen – Rapperswil

## Sehenswürdigkeiten

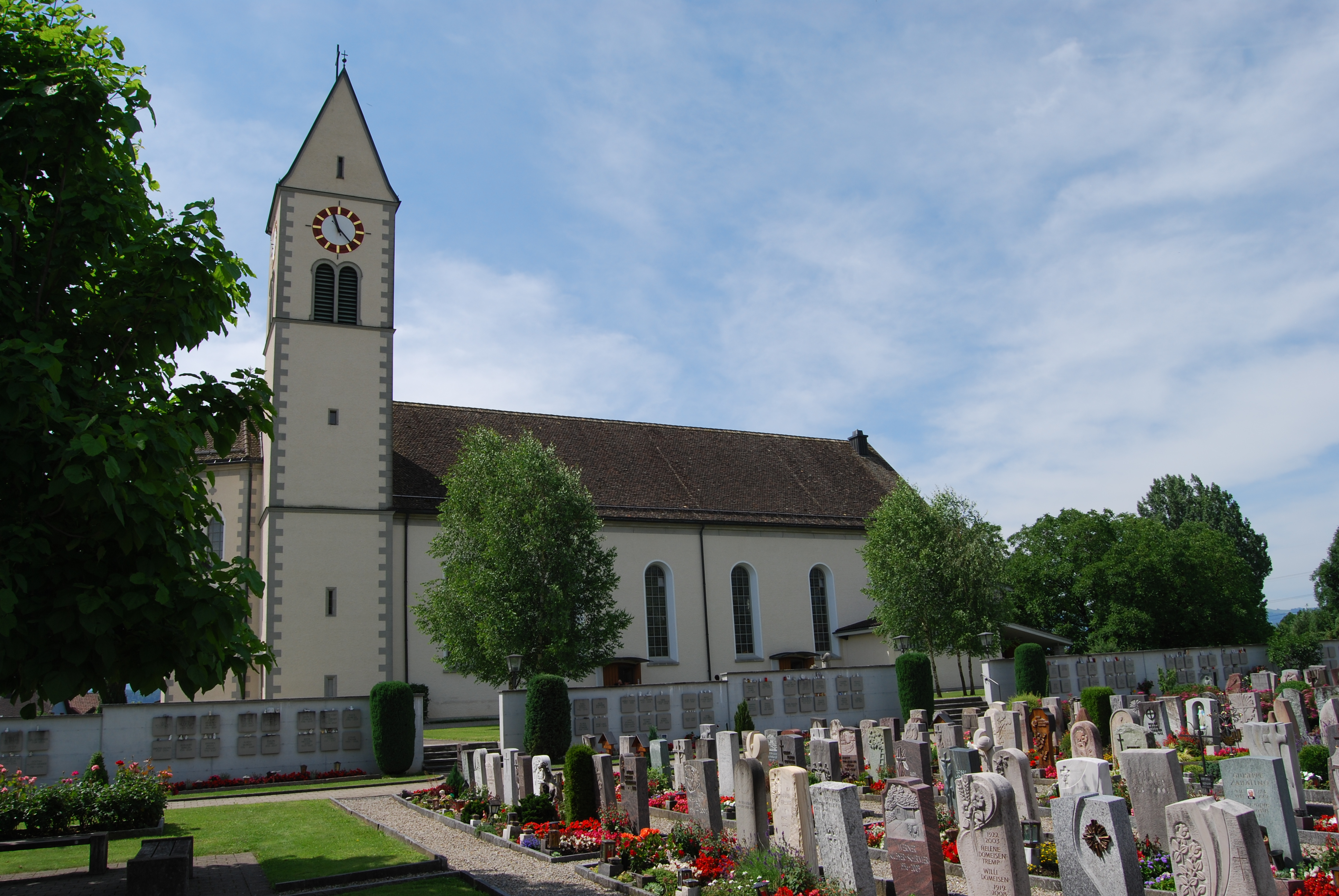
Kirche von Eschenbach
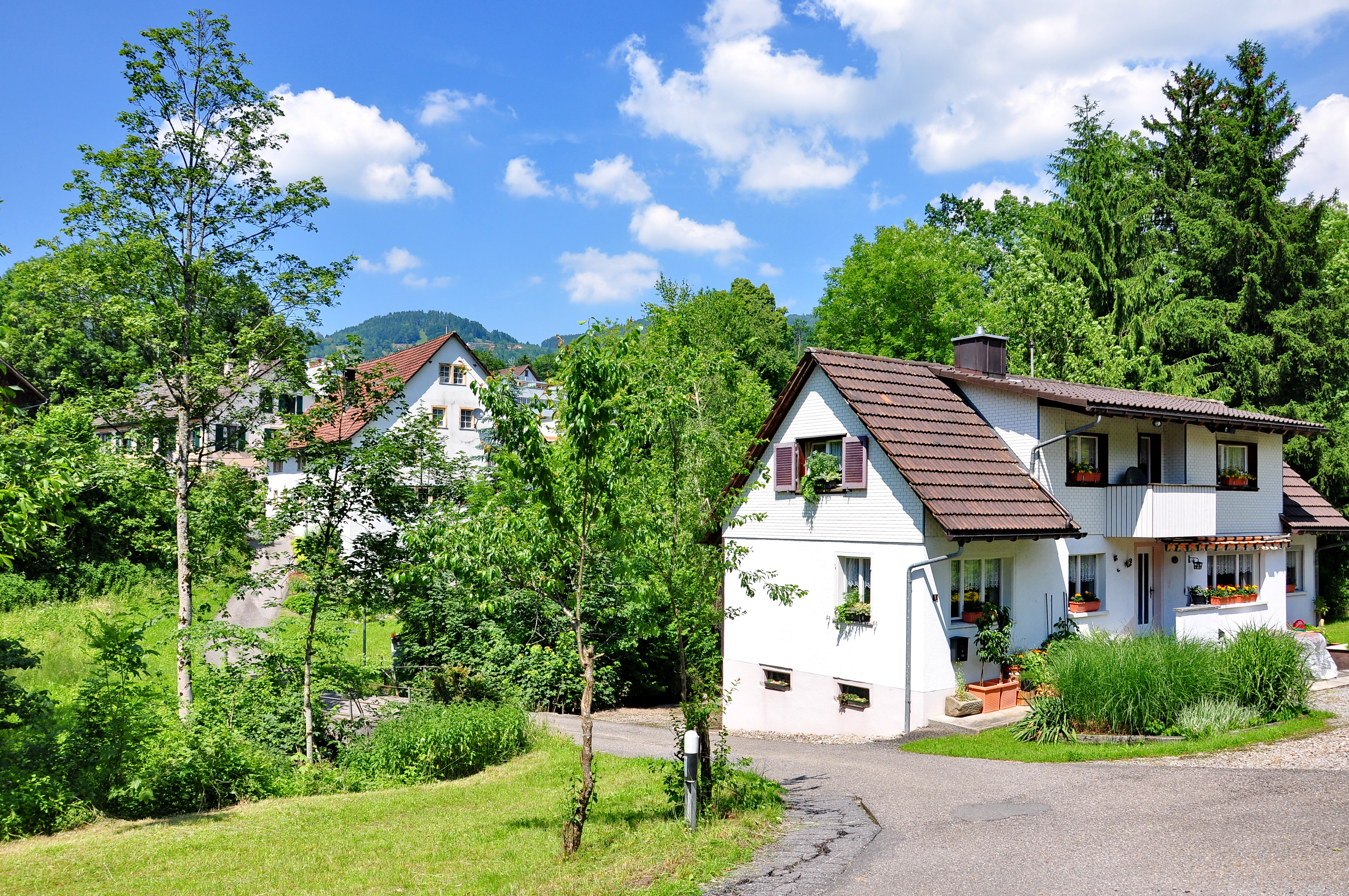
Diemberg bei Laupen
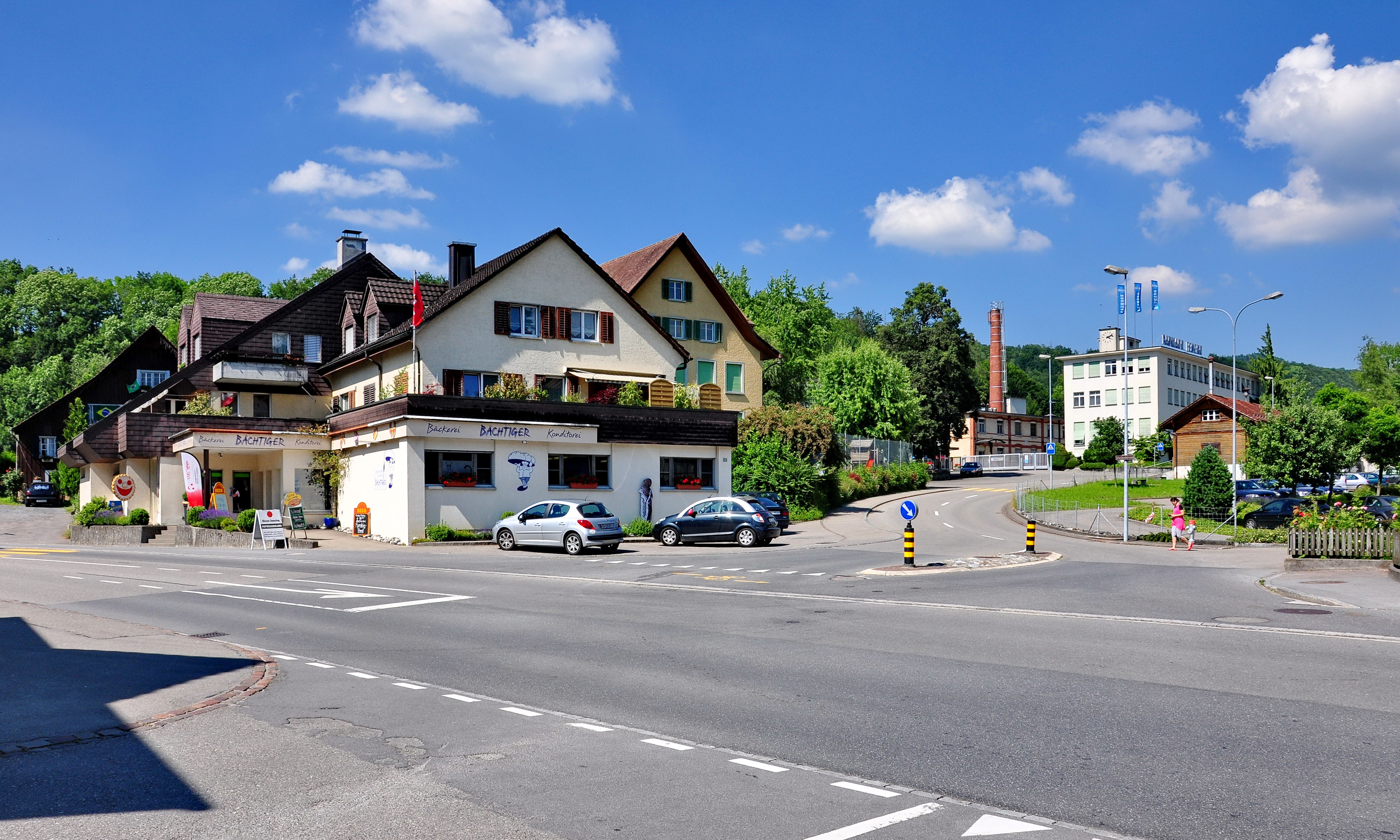
Ermenswil, im Hintergrund Baumann Federn
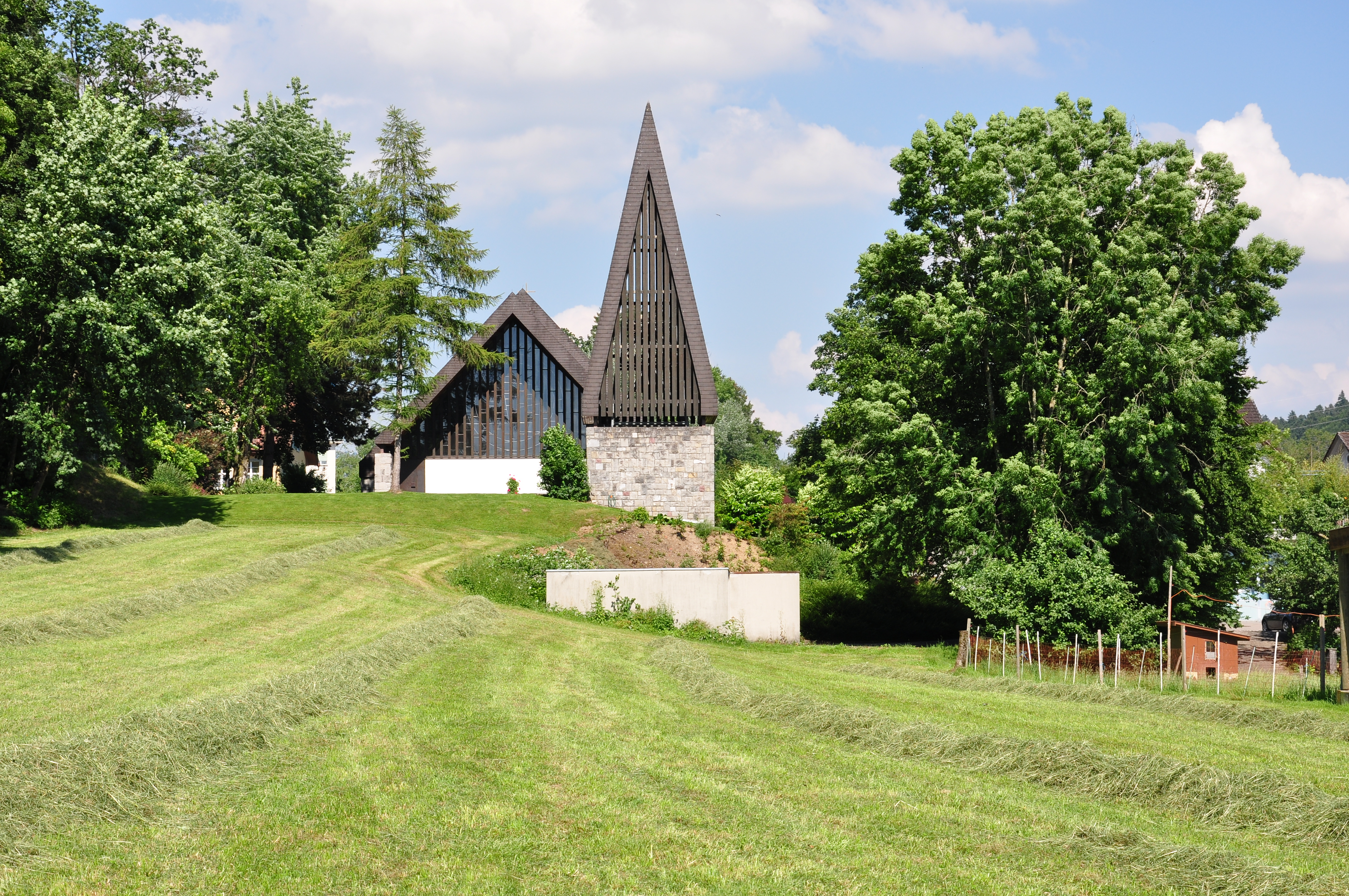
Kapelle Ermenswil
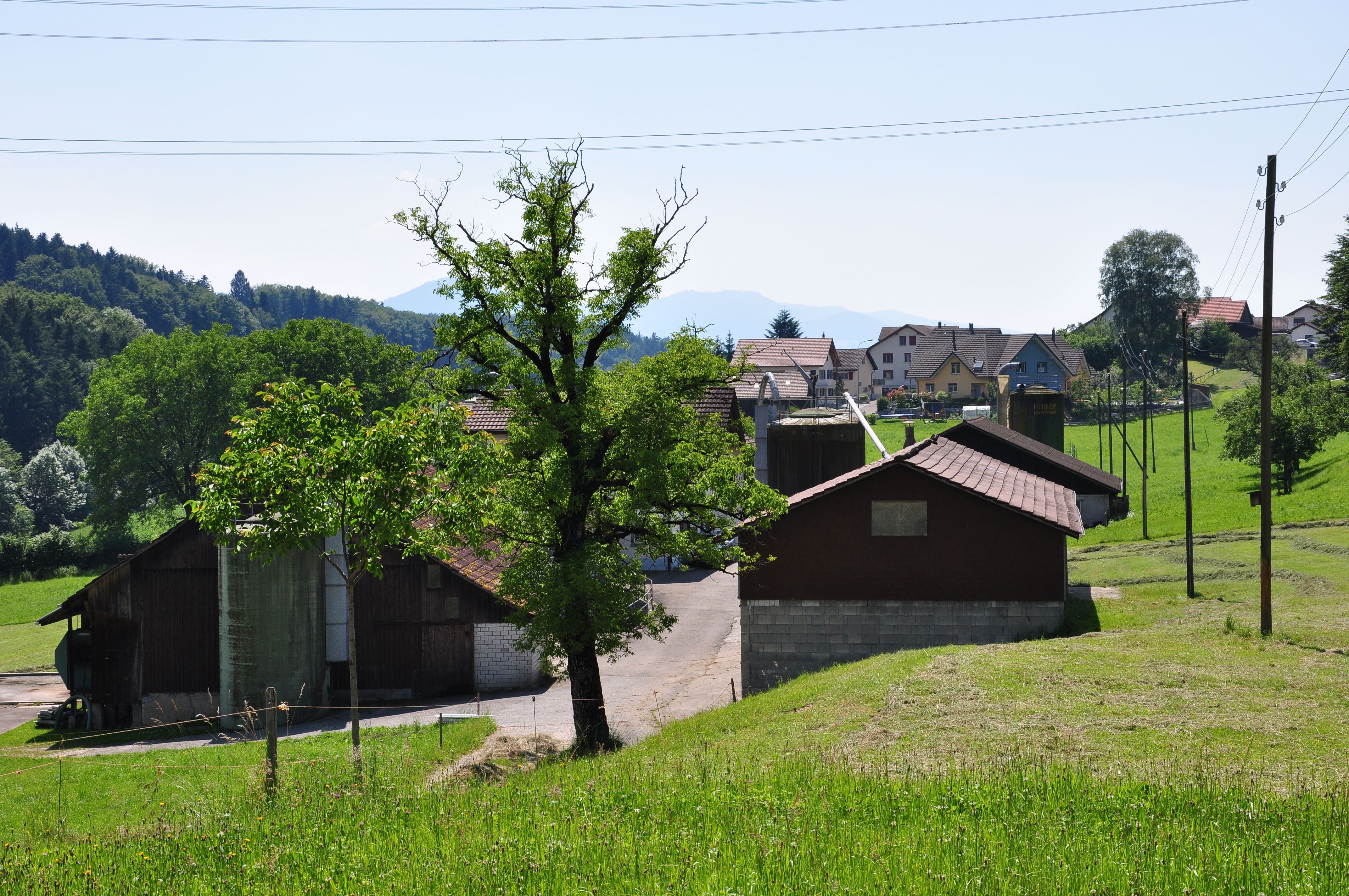
Lütschbach bei Eschenbach SG
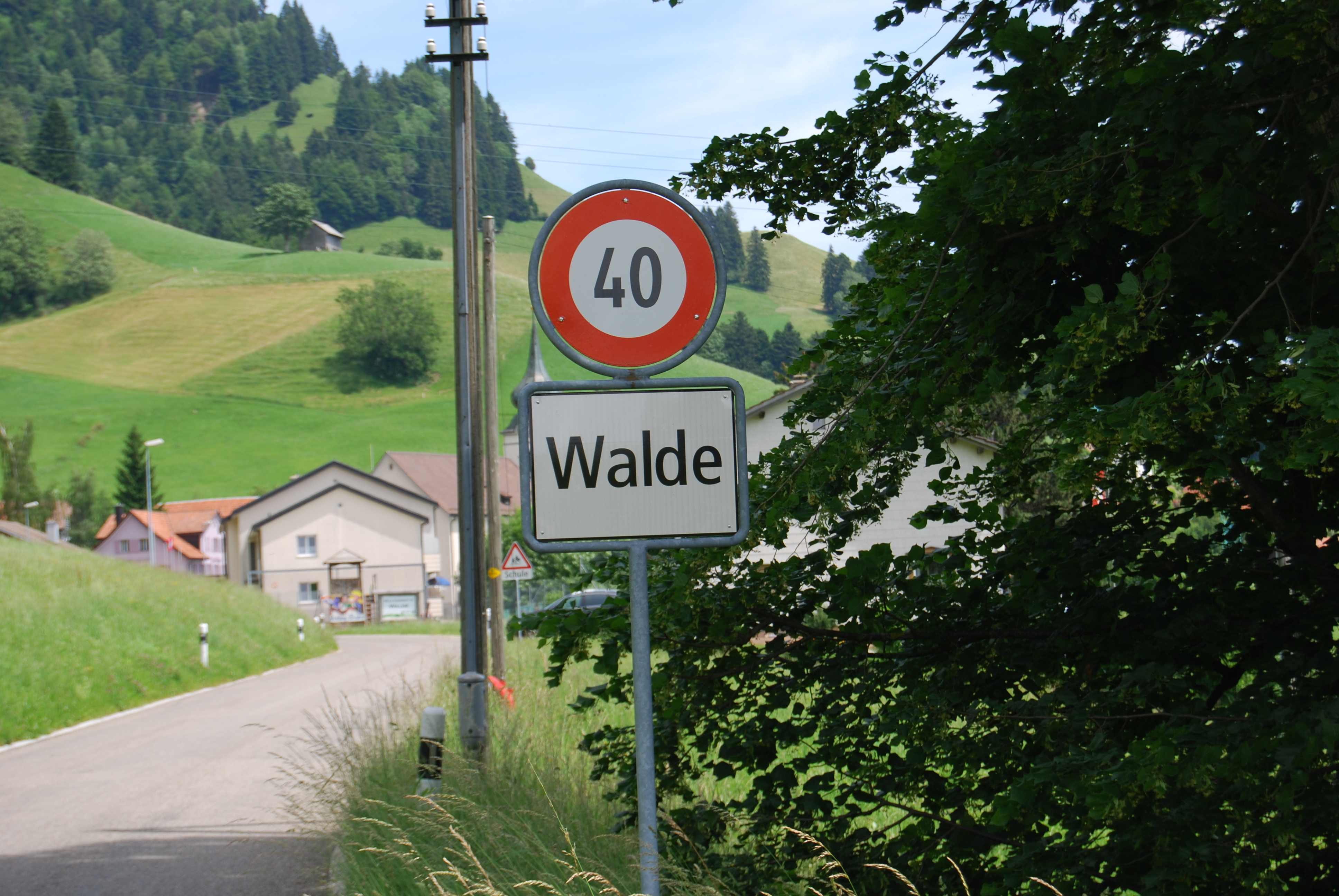
Ortseingang von Walde
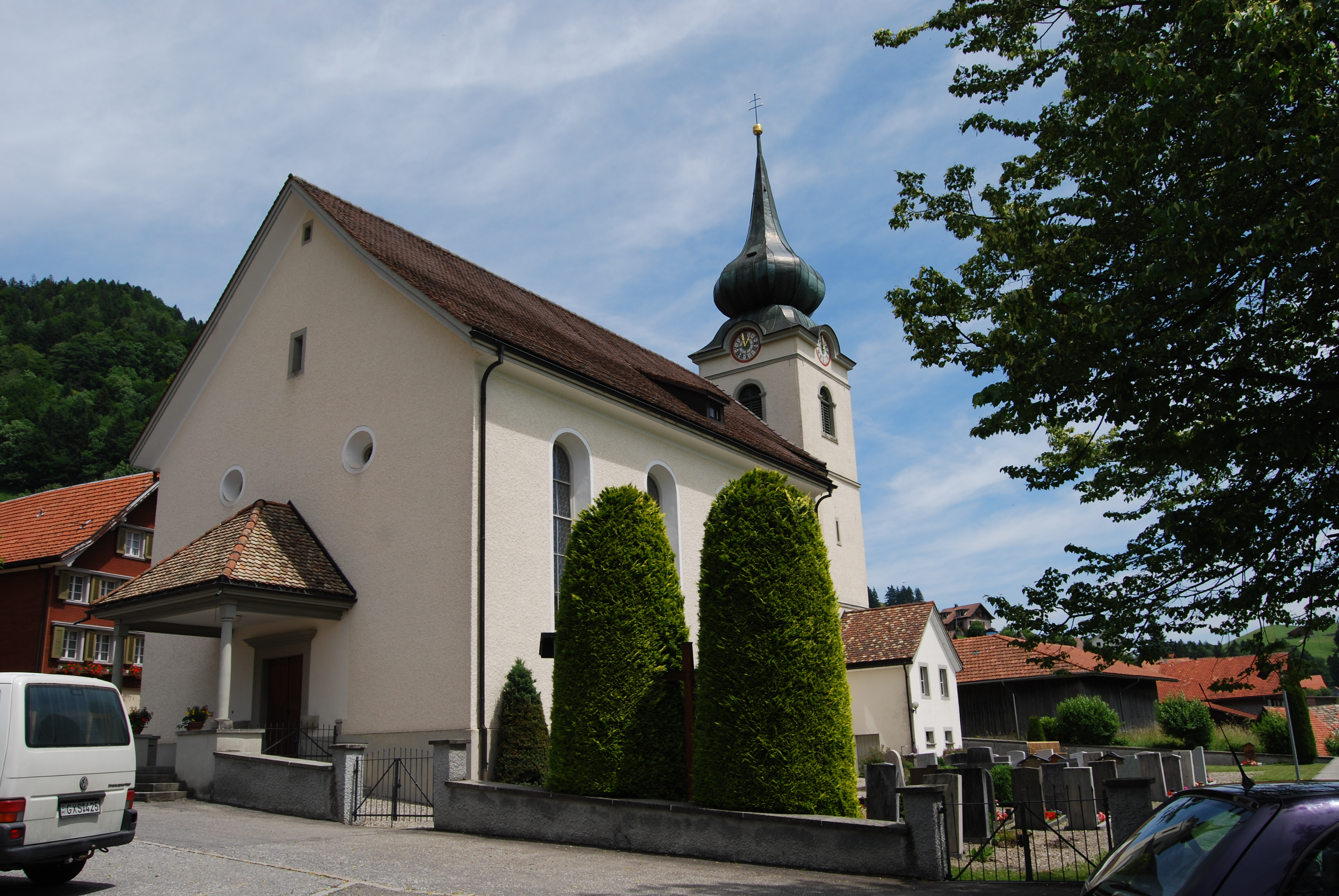
Kirche St. Antonius von Padua in Walde
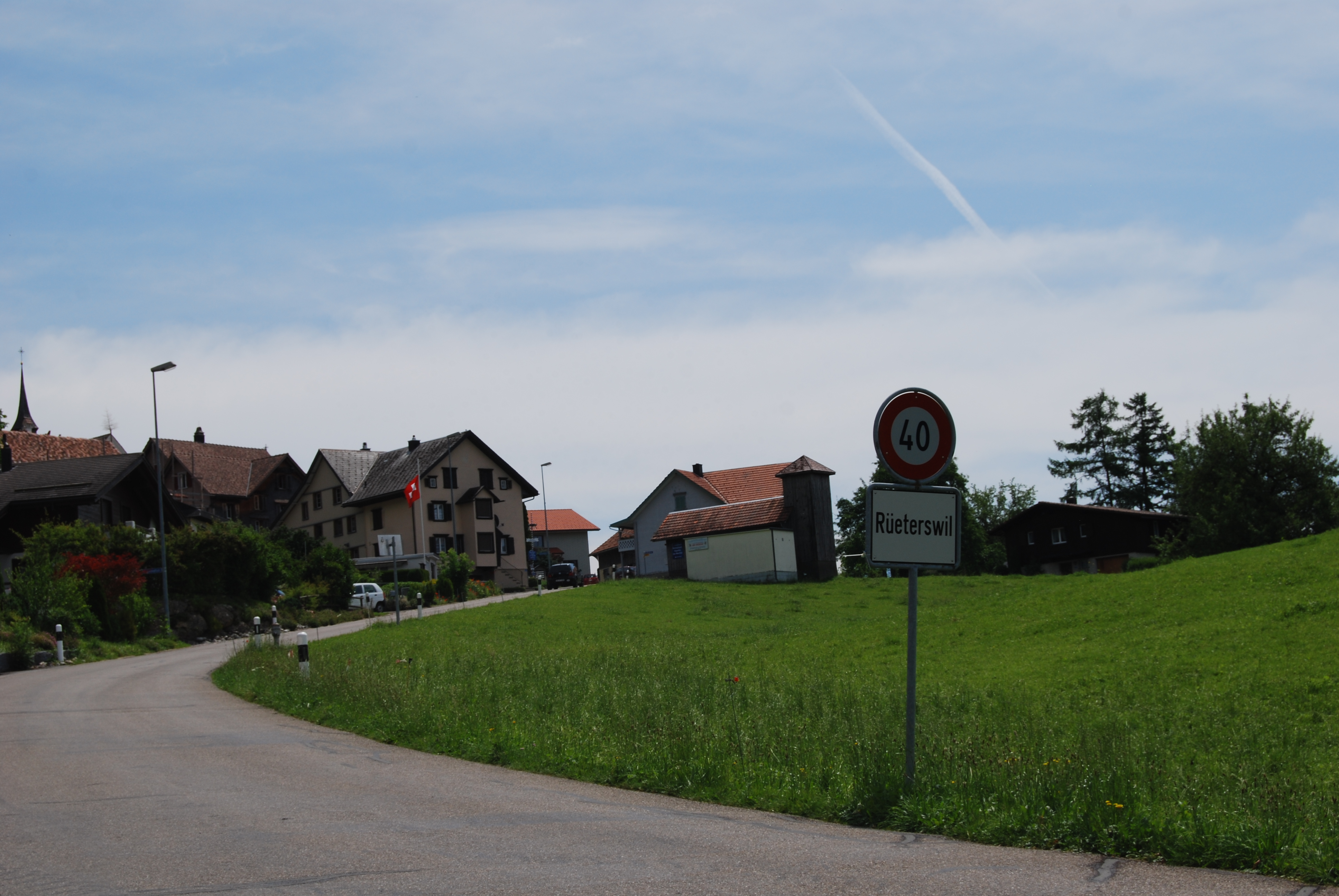
Ortseingang von Rüeterswil
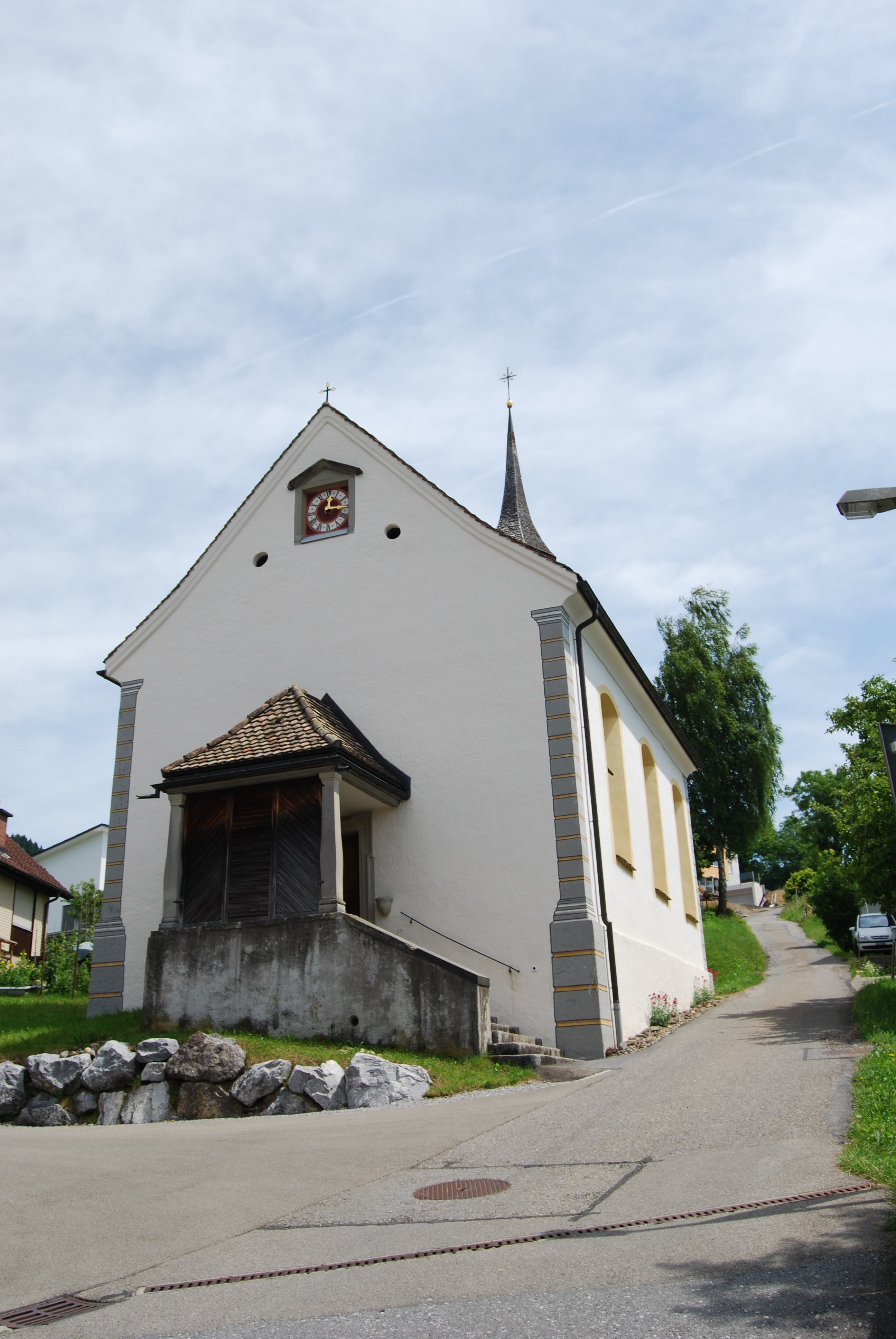
St.-Ursula-Kapelle in Rüeterswil
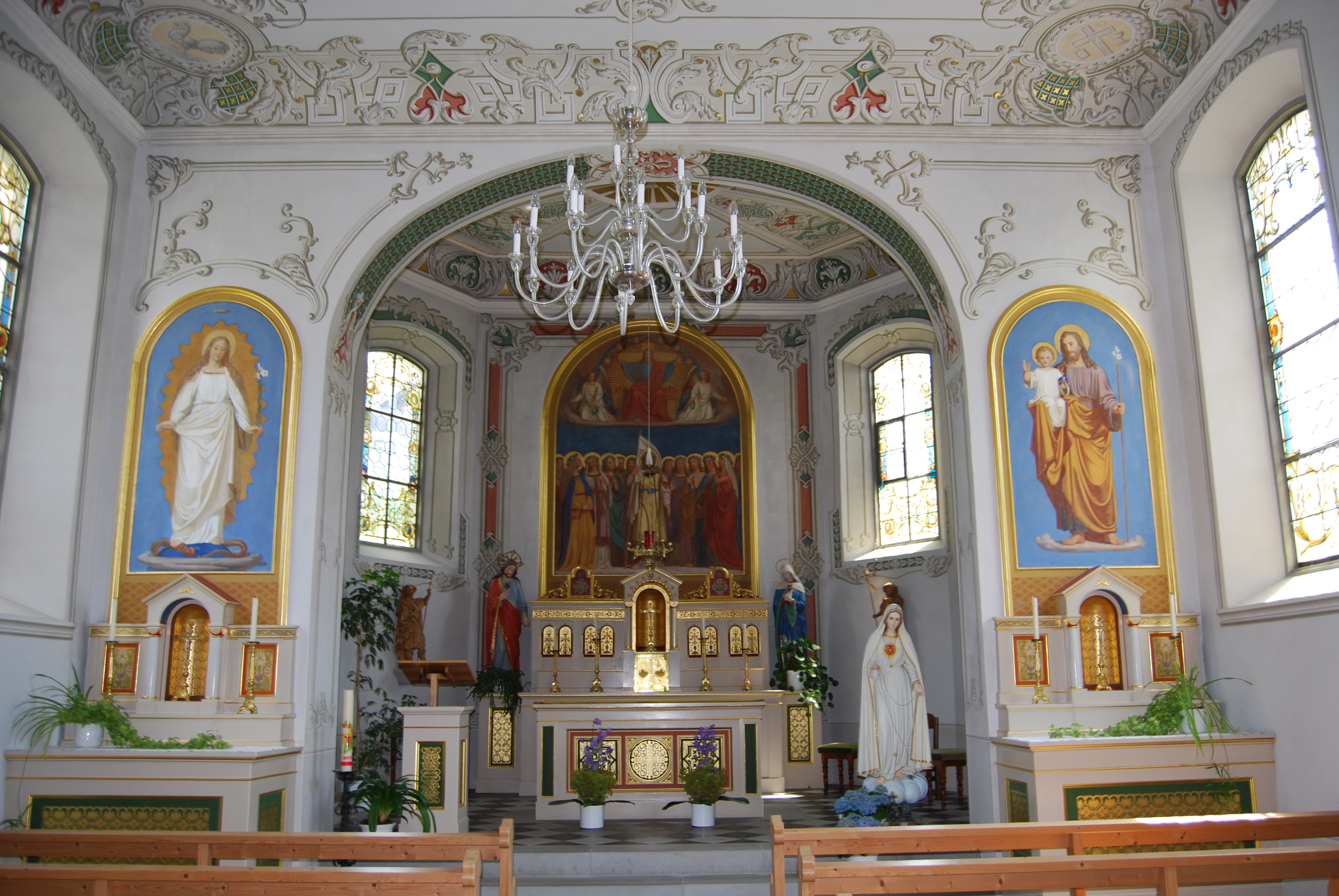
Innenansicht der St.-Ursula-Kapelle

## Persönlichkeiten
- Paul Hofmann (* 4. August 1913 in Eschenbach; † 3. Juni 2000 in Rapperswil), Rechtsanwalt und Politiker
- Ivo Rüegg (* 1971), Bobfahrer
- Mario Bächtiger (* 1988), Leichtathlet beim STV Eschenbach
- Patrick Bächtiger, Leichtathlet beim STV Eschenbach[18]